# Noord-Para
Noord-Para is een van de vijf ressorten waaruit het Surinaamse district Para bestaat.
In het oosten grenst het ressort Noord-Para aan ressort Oost-Para. In het zuiden grenst het aan het ressort Zuid-Para, in het westen grenst Noord-Para aan het district Saramacca en in het noorden aan het district Wanica.
In 2004 had Noord-Para volgens cijfers van het Centraal Bureau voor Burgerzaken (CBB) 6442 inwoners.